# Ba Housseinou Hamadi
 (septembre 2017).
Ba Housseynou Hamady, né le 21 décembre 1957 à Daw (Mauritanie), est un homme politique mauritanien. Il occupe le poste de Ministre de la Santé du 22 mars 2011 jusqu'en août 2014.

## Biographie
Ba Housseynou Hamady a occupé diverses fonctions dont :
- Février 1987 : Chef du projet de l'informatisation des services de l'OPT
- Mars 1989 : Directeur de l'Informatique de l'OPT
- 1997 : Responsable de l'étude et de la mise en place du réseau Internet de Mauritanie.
- 2001 : Étude pour la mise en place d'un réseau Intranet / extranet de l'administration mauritanienne à Nouakchott et dans les principales villes du pays
- 2001 : Directeur des Technologies de l'Information et de la Communication au secrétariat d'État auprès du Premier ministre chargé des Nouvelles Technologies.
- 2007 : Secrétaire Général du ministère de l'Emploi, de l'Insertion et de la Formation professionnelle
- Octobre 2008 : Directeur de Cabinet du secrétariat d'État chargé de la Modernisation de l'Administration et des Technologies de l'Information et de la Communication
- Août 2009 : Secrétaire Général du ministère délégué auprès du Premier ministre Chargé de la Modernisation de l'Administration et des TICs
- 2010 : ministre délégué auprès du Premier ministre, chargé de l'Environnement et du Développement durable
- 2011 - 2014 : Ministre de la Santé de la Mauritanie.

### Vie privée
Ba Housseynou Hamady est marié et a deux enfants. 